# Трагическая декада
Трагическая декада (исп. Decena Trágica) — серия событий Мексиканской революции, произошедших в Мехико в период с 9 по 19 февраля 1913 года. Трагическая декада окончилась смещением Франсиско Мадеро с поста президента и победой контрреволюционных сил.

## Ход событий
Мятеж начался 9 февраля, его руководителями были несколько высших офицеров во главе с генералом Мануэлем Мондрагоном. Сопровождаемые двумя артиллерийскими полками общей численностью 400 человек и 300 курсантами, они освободили из тюрьмы лидеров контрреволюции генералов Феликса Диаса и Бернардо Рейеса. После неудачной попытки взять резиденцию президента — Национальный дворец, во время которой погиб генерал Рейес, повстанцам удалось закрепиться в крепости столичного арсенала.
Президент Мадеро возложил руководство по подавлению мятежа на генерала Викториано Уэрту. Однако последний был связан с заговорщиками и кроме того сам намеревался занять президентское кресло. Уэрта создавал видимость борьбы с мятежниками, ограничившись лишь редкими обстрелами арсенала и заведомо неудачными атаками. Таким образом Феликс Диас и Уэрта пытались измотать население, вызвав безразличие к предстоящей смене власти. Во время обстрелов погибло 3 тыс. человек.
18 февраля сторонники Уэрты арестовали Мадеро. При содействии американского посла между Уэртой и Диасом было заключено соглашение (т. н. «посольский пакт»). Согласно этому договору, Уэрта получал пост временного президента, а Диас при его поддержке должен был стать постоянным президентом..
19 февраля Мадеро и вице-президент Хосе Мария Пино Суарес были вынуждены подать в отставку. Временным президентом согласно конституции стал министр иностранных дел Педро Ласкураин. По договоренности с Уэртой он назначил последнего министром внутренних дел и сам ушёл в отставку (его президентское правление стало самым коротким в истории − менее часа). Теперь по конституции должность временного президента переходила к Уэрте. 23 февраля по его приказанию Мадеро и Пино Суарес были убиты по дороге в тюрьму.